# Christine Perfect
Christine Perfect – pierwszy solowy album wokalistki i keyboardzistki Christine Perfect (później znanej jako Christine McVie), wydany w grudniu 1970 roku. Album został wydany tuż po tym, gdy Christine opuściła bluesowy zespół Chicken Shack, oraz tuż przed jej dołączeniem do Fleetwood Mac. Album zawiera cover Etty James, „I’d Rather Go Blind”, który wcześniej był hitem dla Chicken Shack.
Album pierwotnie miał nazywać się I'm On My Way. Taką informację podano na okładce singla „I'm Too Far Gone (To Turn Around)”. Krążek został ponownie wydany w 1976 jako "The Legendary Christine Perfect Album".

## Lista utworów
| 1.  | „Crazy 'Bout You Baby” (Little Walter                               | 3:03  |
|     |                                                                     |       |
| 2.  | „I'm on My Way” (Deadric Malone)                                    | 3:10  |
|     |                                                                     |       |
| 3.  | „Let Me Go (Leave Me Alone)” (Christine Perfect)                    | 3:35  |
|     |                                                                     |       |
| 4.  | „Wait and See” (Christine Perfect)                                  | 3:14  |
|     |                                                                     |       |
| 5.  | „Close to Me” (Christine Perfect, Richard Hayward)                  | 2:40  |
|     |                                                                     |       |
| 6.  | „I’d Rather Go Blind” (Ellington Jordan, Bill Foster, Etta James)   | 3:20  |
|     |                                                                     |       |
| 7.  | „When You Say” (Danny Kirwan                                        | 3:14  |
|     |                                                                     |       |
| 8.  | „And That’s Saying a Lot” (Chuck Jackson, Walter Godfrey)           | 2:58  |
|     |                                                                     |       |
| 9.  | „No Road Is the Right Road” (Christine Perfect)                     | 2:49  |
|     |                                                                     |       |
| 10. | „For You” (Christine Perfect)                                       | 2:46  |
|     |                                                                     |       |
| 11. | „I'm Too Far Gone (To Turn Around)” (Belford Handricks, Clyde Otis) | 3:26  |
|     |                                                                     |       |
| 12. | „I Want You” (Tony Joe White)                                       | 2:23  |
|     |                                                                     |       |
|     |                                                                     | 36:38 |
|     |                                                                     |       |

## Wykonawcy
The Christine Perfect Band
- Christine Perfect – śpiew, keyboard
- Top Topham – gitara
- Richard Hayward – gitara
- Martin Dunsford – gitara basowa
- Chris Harding – perkusja
- John Bennett, Derek Wadsworth, Terry Noonan – aranżacje

Gościnnie
- Danny Kirwan – gitara (7)
- John McVie – gitara basowa (7)
- Stan Webb – gitara (6)
- Andy Sylvester – gitara basowa (5/6)
- Dave Bidwell – perkusja (6)